# Hanno-Henri Reidolf
Hanno-Henri Reidolf (ur. 29 czerwca 2003) – estoński skoczek narciarski. Uczestnik zimowego olimpijskiego festiwalu młodzieży Europy (2022). Medalista mistrzostw kraju.

## Przebieg kariery
W styczniu 2019 w Otepää zajął 11. miejsce w mistrzostwach krajów nordyckich juniorów. W lipcu 2021 w tej samej miejscowości zadebiutował w FIS Cupie, plasując się na przełomie czwartej i piątej dziesiątki. W marcu 2022 w Lahti wziął udział w zimowym olimpijskim festiwalu młodzieży Europy, zajmując w konkursie indywidualnym ostatnią, 44. lokatę.
Reidolf jest medalistą mistrzostw Estonii w skokach narciarskich w konkursach drużynowych – latem 2018 zdobył brąz, a latem 2021 srebrny medal. Wielokrotnie zdobywał również medale w kategoriach juniorskich i dziecięcych (także w kombinacji norweskiej).

## Zimowy olimpijski festiwal młodzieży Europy

### Indywidualnie
| 2022 Vuokatti/Lahti | – | 44. miejsce |

### Starty H. H. Reidolfa na zimowym olimpijskim festiwalu młodzieży Europy – szczegółowo
| Miejsce | Dzień    | Rok  | Miejscowość | Skocznia     | Punkt K | HS     | Konkurs  | Skok 1 | Skok 2 | Nota     | Strata    | Zwycięzca      |
| ------- | -------- | ---- | ----------- | ------------ | ------- | ------ | -------- | ------ | ------ | -------- | --------- | -------------- |
| 44.     | 23 marca | 2022 | Lahti       | Salpausselkä | K-95    | HS-100 | indywid. | 68,5 m | –      | 62,0 pkt | 188,5 pkt | Jonas Schuster |

## FIS Cup

### Miejsca w poszczególnych konkursach FIS Cupu
stan po zakończeniu sezonu 2022/2023
| Sezon 2021/2022                                                               |             |              |              |                  |                  |             |             |              |              |             |             |             |             |                  |                  |               |               |                |              |              |               |               |        |        |        |        |        |        |        |        |        |        |        |        |        |        |        |        |        |        |        |
| Otepää HS97                                                                   | Otepää HS97 | Kuopio HS100 | Kuopio HS127 | Einsiedeln HS117 | Einsiedeln HS117 | Ljubno HS94 | Ljubno HS94 | Villach HS98 | Villach HS98 | Lahti HS100 | Lahti HS100 | Falun HS100 | Falun HS100 | Kandersteg HS106 | Kandersteg HS106 | Notodden HS98 | Notodden HS98 | Zakopane HS105 | Villach HS98 | Villach HS98 | Oberhof HS100 | Oberhof HS100 | punkty | punkty | punkty | punkty | punkty | punkty | punkty | punkty | punkty | punkty | punkty | punkty | punkty | punkty | punkty | punkty | punkty | punkty | punkty |
| 39                                                                            | 42          | -            | -            | -                | -                | -           | -           | -            | -            | -           | -           | -           | -           | -                | -                | -             | -             | -              | -            | -            | -             | -             | 0      | 0      | 0      | 0      | 0      | 0      | 0      | 0      | 0      | 0      | 0      | 0      | 0      | 0      | 0      | 0      | 0      | 0      | 0      |
| Legenda                                                                       |             |              |              |                  |                  |             |             |              |              |             |             |             |             |                  |                  |               |               |                |              |              |               |               |        |        |        |        |        |        |        |        |        |        |        |        |        |        |        |        |        |        |        |
| 1 2 3 4-10 11-30 poniżej 30 dq – dyskwalifikacja - − zawodnik nie wystartował |             |              |              |                  |                  |             |             |              |              |             |             |             |             |                  |                  |               |               |                |              |              |               |               |        |        |        |        |        |        |        |        |        |        |        |        |        |        |        |        |        |        |        |